# Sangaris geometrica
Sangaris geometrica là một loài bọ cánh cứng trong họ Cerambycidae.